# Roskilde Ring
Il Roskilde Ring era l'autodromo presente nella cittadina danese di Roskilde.

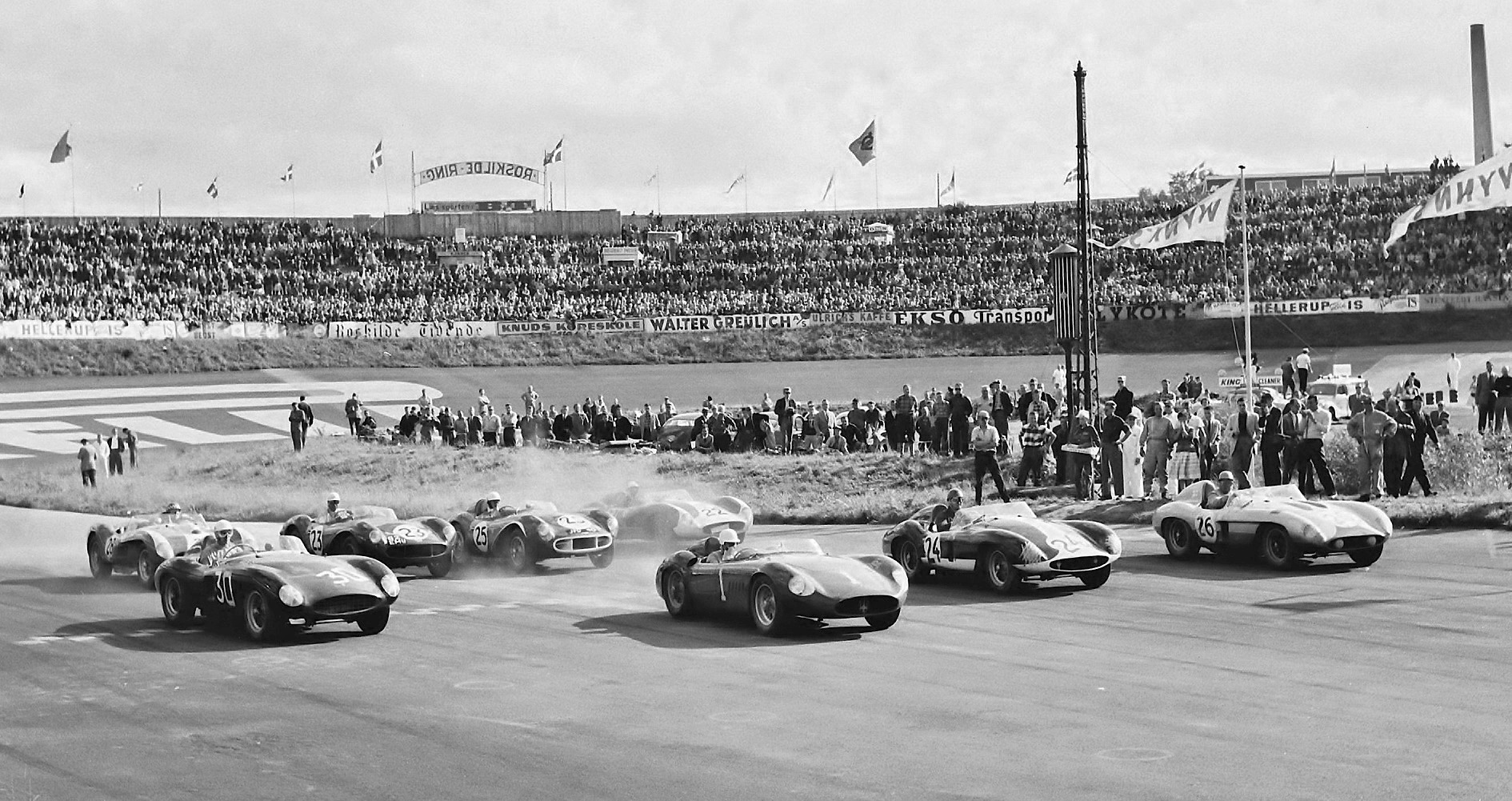
16 Aug 1958

## Storia

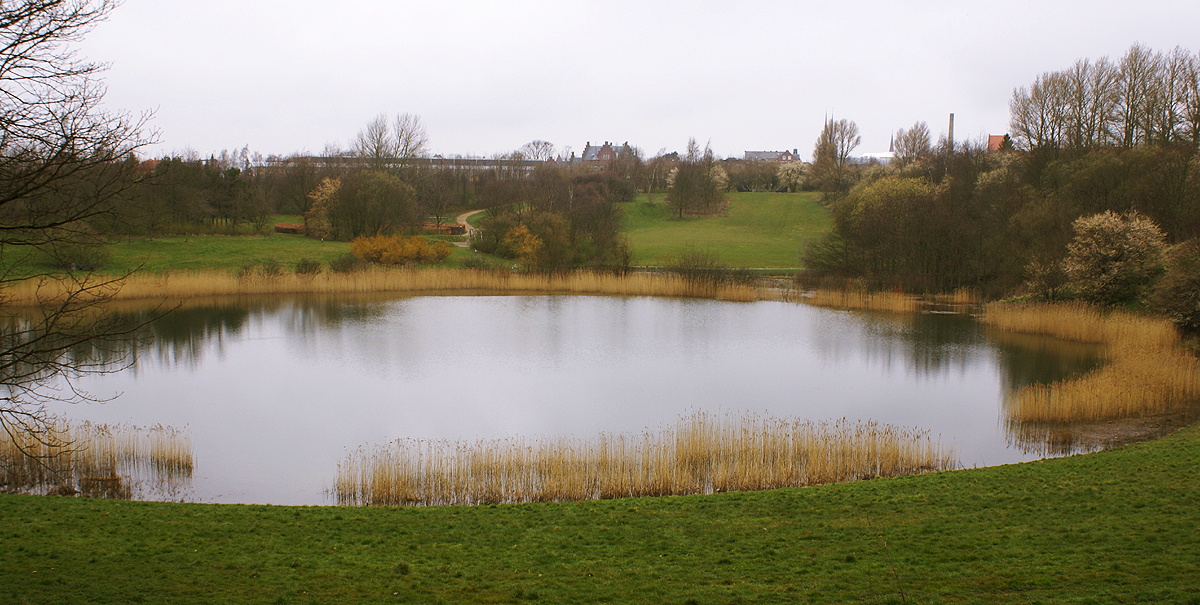
Il Roskilde Ring oggi. Lo stagno sta dove un tempo era posizionato il paddock

Il circuito venne realizzato nel 1955 dall'affarista Paul Tholstrup, e fu il primo circuito automobilistico permanente realizzato nel paese nordico. Era situato sul sito di un ex cava di ghiaia, su cui vennero costruite alcune curve sopraelevate. Nel 1957 il tracciato venne esteso ad 1,4 km dagli originali 670 m di lunghezza. Tra il 1960 e il 1962 ospitò il GP di Formula 1 di Danimarca, e successivamente vi furono svolte varie gare non valide per il campionato mondiale. Nel 1969 il percorso venne chiuso a causa delle lamentele degli abitanti delle zone limitrofe a causa del rumore generato dai mezzi in corsa. Oggi, sul sito del circuito, sorgono un parco ed un Hotel.